# Glashütte Dörries

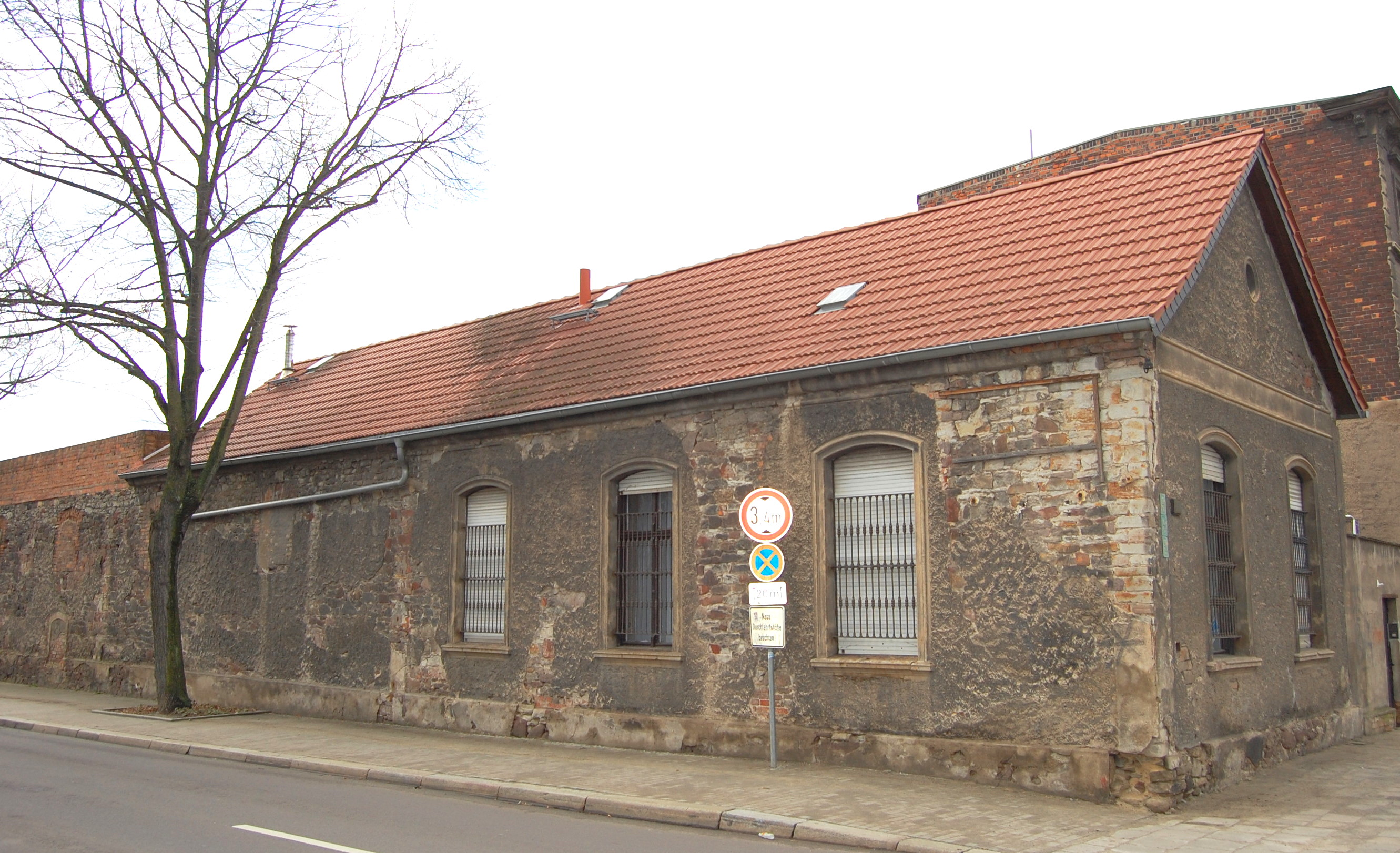
Glashütte Dörries

Die Glashütte Dörries war eine Glashütte im heutigen Magdeburger Stadtteil Salbke. Ein erhalten gebliebenes Gebäude der Anlage steht heute unter Denkmalschutz.

## Lage
Die Glashütte befindet sich an der Ecke der Straßen Alt Salbke und Welsleber Straße unmittelbar an der südlichen Grenze der Salbker Gemarkung, an der Adresse Alt Salbke 53.

## Glashütte

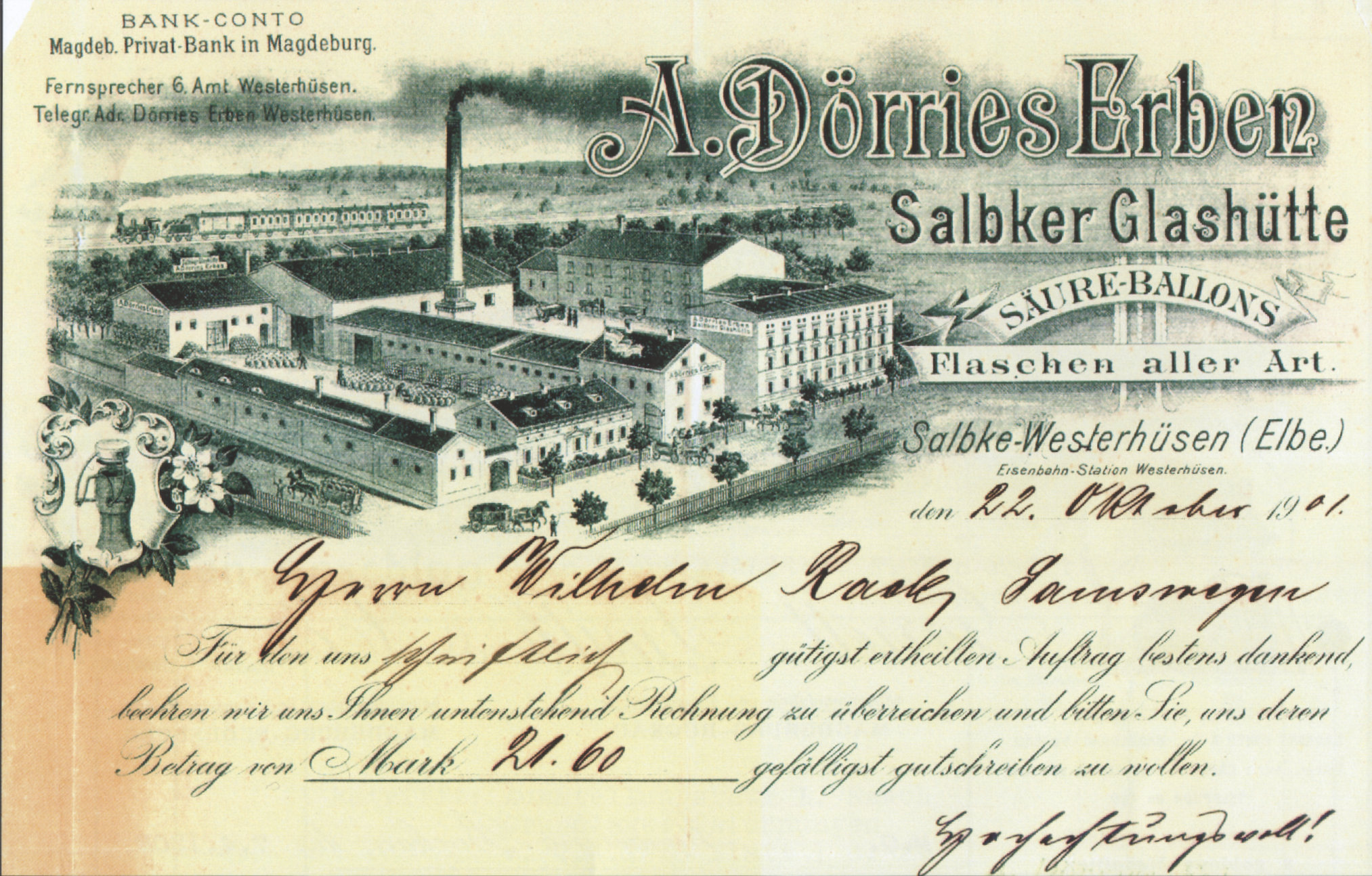
Rechnung der Glashütte aus dem Jahr 1901, im Briefkopf eine Darstellung des Firmengeländes, links der erhaltene langgestreckte Bau, das Wohnhaus ist noch nicht in seiner heutigen Form dargestellt

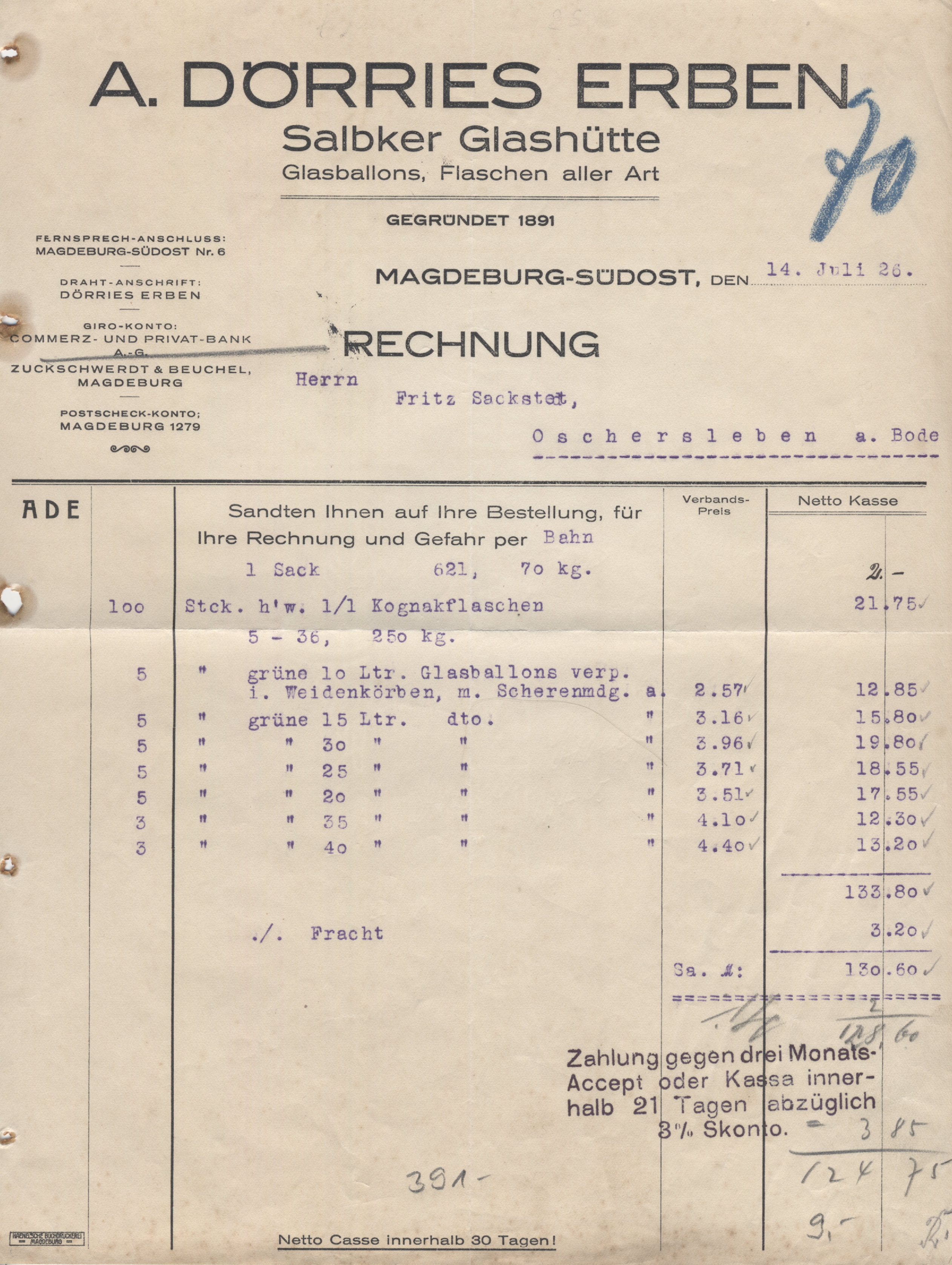
Rechnung der Glashütte Salbke aus dem Jahr 1926

Das Gebäude entstand etwa um 1850 und stellt ein erhaltenes Stück der ehemals für Salbke und das südlich angrenzende Westerhüsen wichtigen Glasproduktion dar. Es handelt sich um einen sehr lang gestreckten, eingeschossigen verputzten Bau. Das Haus verfügt über große Segmentbogenfenster. Die Gliederung der schlichten Fassade ist im Stil des Klassizismus ausgeführt. Der Giebel zeigt zur Hauptstraße. Im hinteren Teil des Grundstücks stehen die Reste eines aus Bruchsteinen errichteten ruinösen Gebäudes.
Der Name Dörries geht auf August Dörries zurück. Der am 16. Oktober 1828 in Mühlenberg im Solling geborene Dörries kam 1878 von Nienburg/Weser nach Westerhüsen und leitete die Glasproduktion der etwas südlich gelegenen Westerhüser Glasfabrik. Im Jahr 1891 übernahm er dann die Salbker Glashütte und verstarb bald darauf am 22. Februar 1892. Das Unternehmen wurde unter der Firma A. Dörries Erben, Salbker Glashütte an der Adresse Alt Salbke 51-53 von Heinrich Dörries und Rudolf Glahn weitergeführt. Ende der 1920er Jahre war die Firma nicht mehr verzeichnet.
Heute wird das Gebäude der ehemaligen Glashütte gewerblich genutzt.

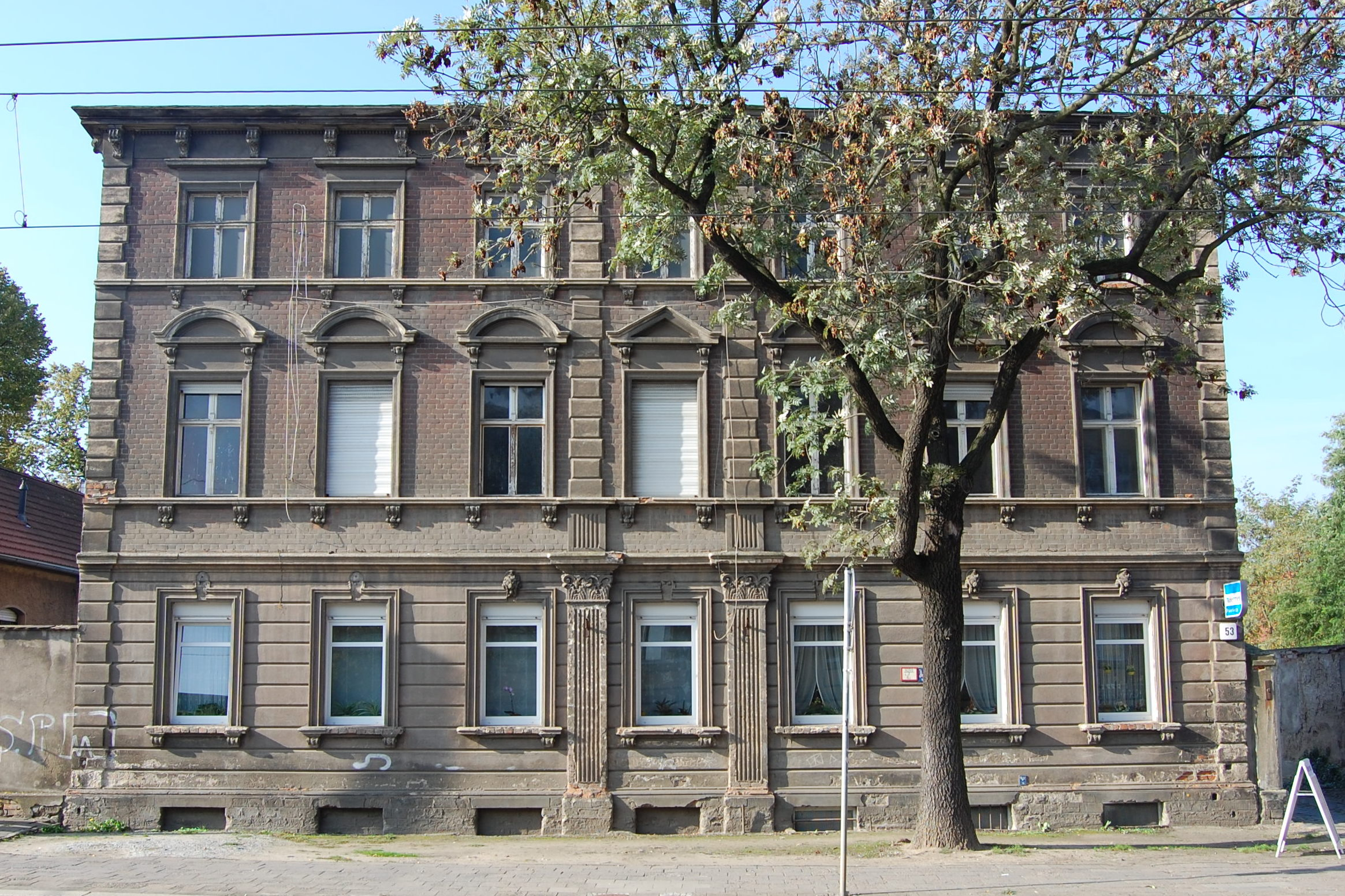
Wohnhaus Alt Salbke 53

## Wohnhaus
Zur Adresse Alt Salbke 53 gehörte auch das nördlich vom Hüttengebäude befindliche dreigeschossige Wohnhaus. Der verputzte denkmalgeschützte Ziegelbau entstand etwa 1880/90 im Stil der Neorenaissance und lehnt sich in seiner Gestaltung an italienische Palazzos an. Die mittlere Achse der siebenachsigen Fassade ist durch korinthische Pilaster und rustizierte Lisenen in Form eines Risalit betont. Die Fenster des ersten Obergeschosses verfügen über als Rundbögen gestaltete Überdachungen. Besonders betont ist das Gesims. Bedeckt wird das Haus von einem Flachdach.
In der Zeit der nationalsozialistischen Gewaltherrschaft war das Gebäude Sitz der NSDAP-Ortsgruppe Magdeburg-Südost. Auch die Ortsgruppe Magdeburg-Südost der NS-Frauenschaft war hier untergebracht.